# Voọc bạc Đông Dương
Voọc bạc Đông Dương hay còn gọi đơn giản là voọc bạc hay voọc mào (Danh pháp khoa học: Trachypithecus germaini caudalis, Dao, 1977, trước đây được phân loại là Trachypithecus cristatus) là một phân loài của loài voọc bạc phân bố ở vùng Đông Nam Á, trong đó có ghi nhận phân bố tại Việt Nam, chúng có mặt từ vùng Đông Bắc Việt Nam cho đến vùng rừng Trường Sơn và một số khu vực ở Nam Bộ, phân loài này đầu tiên được ghi nhận ban đầu qua việc nghiên cứu các cá thể tại vườn thú Hà Nội.
Hiện trạng của voọc bạc ở Việt Nam chưa xác định được. Chúng đang đứng trước nguy cơ bị tuyệt chủng Chúng được xác định là đang bị đe dọa tuyệt chủng ở mức sẽ nguy cấp (VU). Số lượng loài này được cho là đã suy giảm hơn 50% trong vòng 36 năm qua (ba thế hệ, mỗi một thế hệ kéo dài 12 năm) dưới tác động của việc săn bắt và mất nơi cư trú. Chúng có giá trị khoa học cao, là đối tượng nghiên cứu khoa học, nuôi làm vật thí nghiệm nghiên cứu Vaccine phục vụ đời sống con người.

## Đặc điểm

### Mô tả
Loài khỉ có cơ thể nhỏ, trọng lượng từ 5-7kg (4,8–7 kg). Voọc bạc Đông Dương có chiều dài đầu và thân 49-57cm. Chiều dài đuôi 72–84 cm. Mang thai khoảng 180-185 ngày, Tuổi thọ từ 20-29 năm. Thân hình thon nhỏ, toàn thân lông màu xám, chúng có bộ lông màu sẫm (màu xám sẫm), chân lông màu trắng, trông giống như tóc bạc của người. Thân chúng còn chuyển từ màu xám tới màu đen với các chóp lông màu xám hay vàng nhẹ, tạo nên như ánh bạc làm cho bộ lông lấp lánh ánh bạc. Lông bụng xám nhạt và lông đuôi vàng nhạt, khuôn mặt màu xanh xám đen và có chòm râu dài màu trắng nhờ. Mặt trắng nhạt, phía bụng màu xám nhạt.
Trên đầu có lông mọc dài thành chóp nhọn (Chiếc mào trên đầu gần như nhọn), lông trên đỉnh đầu có màu tối xám, chóp lông màu xám nhạt hay vàng nhạt, mặt màu đen không có vòng tròn trắng, xung quanh khóe mắt, tay và chân đen. Chân tay dài, đuôi dài, phần dưới đuôi có màu hơi vành nhạt, đuôi dài, lông màu bạc đến đen. Bàn tay và chân màu đen, không lông. Con con có màu vàng tươi. Con non mới sinh có màu da cam và chuyển thành màu xám ở tuổi 3-4 tháng tuổi, giống bố mẹ voọc bạc lúc mới sinh có lông toàn thân màu vàng.

### Tập tính
Voọc bạc sống theo nhóm gia đình gồm từ 10 đến tối đa 40 cá thể (số lượng con trong đàn 15-38). Cấu trúc đàn là một đực và nhiều cái. Trong đàn có một con đực dẫn đầu. Con đực ít chú ý tới con non hơn. Chúng hoạt động chủ yếu vào ban ngày. Leo trèo rất giỏi và sống ở trên cây, voọc sống trên cây cao, đôi khi cũng gặp ở rừng sình lầy. Thường thì chúng sống theo bầy đàn khoảng 10-15 con, hiếm ăn ban ngày Chúng di chuyển bằng cách nhảy từ ngọn cây này sang ngọn cây kia, sức bật của chúng rất xa, có thể nhảy xa trong khoảng cách 5m.

### Chế độ ăn
Thức ăn của voọc bạc Đông Dương cũng giống như của voọc xám Đông Dương. Voọc bạc thức ăn của chúng chủ yếu là lá, chồi cây và quả, thức ăn là lá non, hoa, quả cây rừng và sâu bọ(thức ăn chủ yếu là lá cây 80%, chồi cây 10%, quả 10%, vào khoảng 100 loài thực vật dùng làm thức ăn cho loài này, trong đó quả độc cho người như lá 3 ngón, quả mã tiền). Về tập tính chung, thì chúng không ăn động vật nhưng theo tài liệu thì voọc bạc Đông Dương còn ăn thêm côn trùng (rất nhiều côn trùng họ Bổ củi Elateridae và họ Ve sầu Cicadoidea, đây là nguồn thức ăn tốt cho voọc) Như vậy, thức ăn của chúng gồm lá, chồi, quả, củ, côn trùng.

### Sinh cảnh
Sinh cảnh sống của chúng là các cánh rừng nguyên sinh, thứ sinh, rừng thường xanh, ven biển, rừng ngập mặn ven biển, bìa rừng dọc theo các con sông, rừng nhiệt đới, rừng cây bụi. Chúng thích sống ở các vùng núi thấp dưới 500m nhưng cũng phát hiện thấy chúng ở độ cao trên 1.000m (1.737m). Thường sống và kiếm ăn trên độ cao 10-50m. Voọc bạc sống trong các rừng cây lá rộng trên núi đá các tỉnh miền Nam Trung Bộ. Trên thế giới, chúng phân bố ở Lào, Campuchia, Thái Lan, tại Việt Nam: Gia Lai (A Zun Ba), Kon Tum (Đăk Tô, Mom Ray, Sa Thầy), Đắk Lắk (Buôn Ma Thuột, Ea Súp, Buôn Đôn), Đắk Nông, Phú Yên, Nha Trang, Lâm Đồng, Đồng Nai (Cát Tiên), Kiên Giang, Tây Ninh trong đó, voọc bạc sống chủ yếu ở vùng rừng núi Nam Việt Nam, tiếp giáo Lào và Campuchia. Hiện nay loài này cũng được bảo vệ trong các khu bảo tồn như: Vườn quốc gia Yok Đôn (Đắk Lắk), Cát Tiên (Đồng Nai, Lâm Đồng), khu bảo tồn thiên nhiên Chư Mom Rây (Kontum), Vườn Quốc gia Phú Quốc (Kiên Giang). 

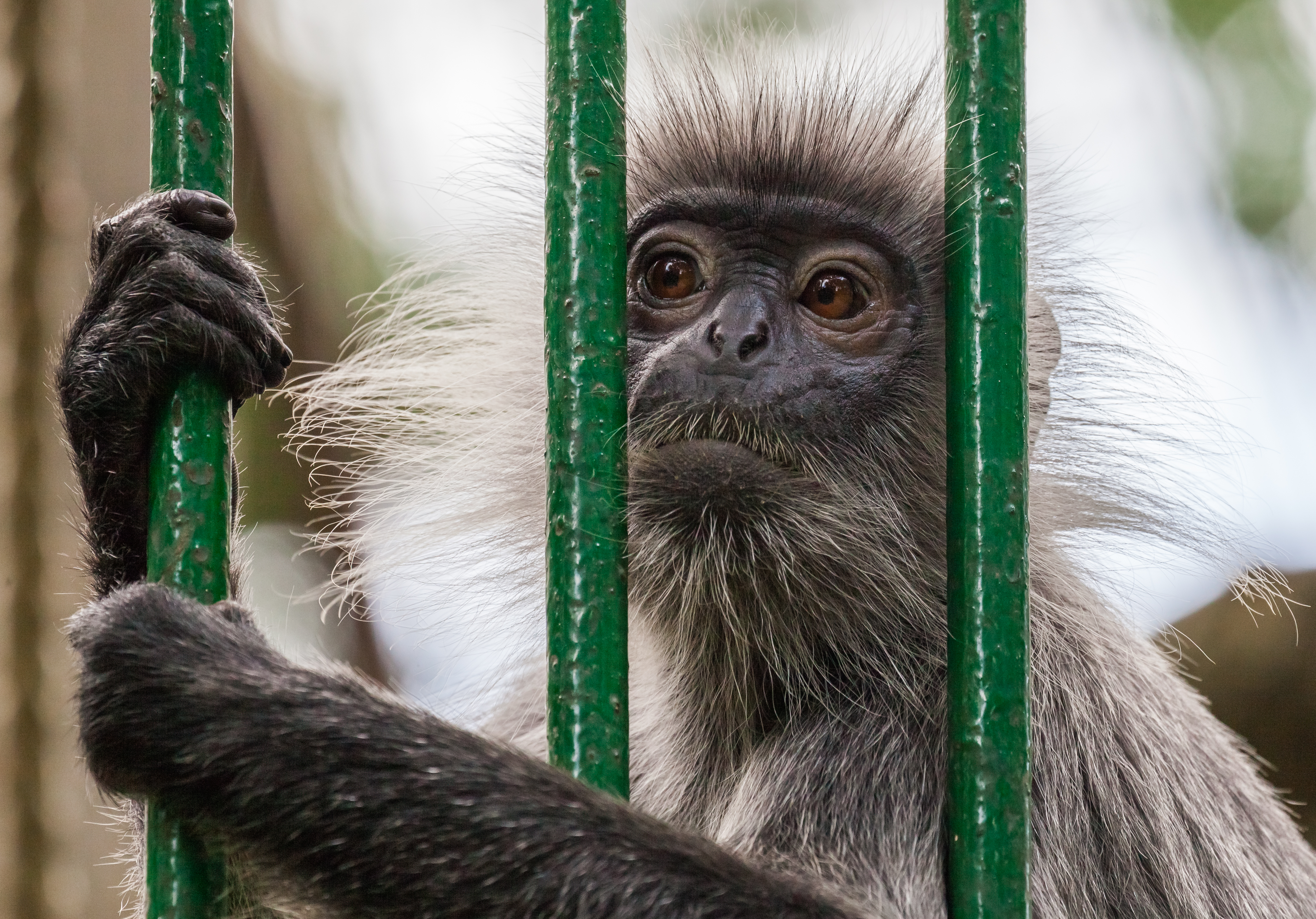
Voọc bạc Đông Dương tại Thảo cầm viên Sài Gòn

Vườn Quốc gia Bù Gia Mập thuộc địa phận huyện Bù Gia Mập, tỉnh Bình Phước có Khu hệ linh trưởng tại đây với 7 loài đã được ghi nhận trong đó có voọc bạc Trường Sơn. Tà Cú là khu bảo tồn thiên nhiên quốc gia, trong đó có những loài động vật quý hiếm mới phát hiện như gà gô, diều núi, voọc bạc Trường Sơn, chà vá chân đen, trong đó ở Suối Vàng là nơi mà các loài khỉ và voọc bạc Trường Sơn thường đến đùa giỡn, uống nước. Núi Tà Cú còn được biết đến là Khu rừng bảo tồn thiên nhiên, có thảm động, thực vật phong phú trong đó có cả voọc bạc Trường Sơn.
Voọc bạc Đông Dương là loài linh trưởng quan trọng có thể xem là loài tiêu biểu của khu vực núi đá vôi Kiên Lương tỉnh Kiên Giang. Cho đến nay số lượng voọc bạc Đông Dương ở Việt Nam chỉ mới được xác định tại hai địa điểm là vườn quốc gia Phú Quốc và các núi đá vôi Kiên Lương và hiện voọc bạc Đông Dương là loài đặc hữu chỉ có ở Kiên Giang, hiện còn rất ít ngoài thiên nhiên
Năm 2007, đã phát hiện đàn voọc bạc Đông Dương 23 con đang sinh sống ở núi Bãi Voi. Kết quả điều tra năm 2009 ở núi Khoe Lá đã phát hiện một đàn Vọoc bạc Đông dương với số lượng trên 78 con. Ngoài ra, tại một số núi đá vôi ở Kiên Lương hiện còn khoảng 200 con voọc bạc Đông Dương. Một báo cáo cho biết có đến 28 con voọc sống ở phía Bắc ngọn núi (được biết đến với tên gọi là Mo So), khu vực phía Bắc núi Khoe Lá, nơi cư ngụ của 48 con voọc. Còn phần phía nam của núi Khoe Lá là nơi sinh sống của 30 con voọc khác. Hiện, khu vực các dãy núi đá vôi huyện Kiên Lương có khoảng 70 cá thể voọc bạc Đông Dương sinh sống.

## Nguy cơ
Trước năm 1975, phân loài này còn gặp rất phổ biến ở các khu rừng già thuộc các tỉnh Miền Nam Việt Nam và Tây Nguyên trên diện tích ước tính khoảng hơn 2.000km2. Từ năm 1975 trở lại đây tình trạng của loài thay đổi rõ rệt. Số lượng quần thể giảm mạnh. Số lượng tiểu quần thể hiện nay chỉ hơn 10. Nguyên nhân biến đổi là nơi cư trú bị xâm hại, rừng bị chặt phá, diện tích rừng tự nhiên bị thu hẹp và đây là đối tượng săn bắt để nấu cao, buôn bán và xuất khẩu. Chúng đang đứng trước nguy cơ bị diệt chủng, do nguồn thức ăn là lá, quả càng ngày càng ít. Không gian sống càng ngày càng bị thu hẹp do diện tích rừng bị phá hủy hay độ bao phủ thực vật bị giảm do sinh trưởng phát triển bị ảnh hưởng bởi điều kiện ngoại cảnh khắc nghiệt và do quy luật đấu tranh sinh tồn, nhưng voọc lại cạnh tranh kém so với các loài cùng Bộ như khỉ. Thường thì khỉ thường rất ghét voọc và có thể cắn giết chúng.

### Mất môi trường

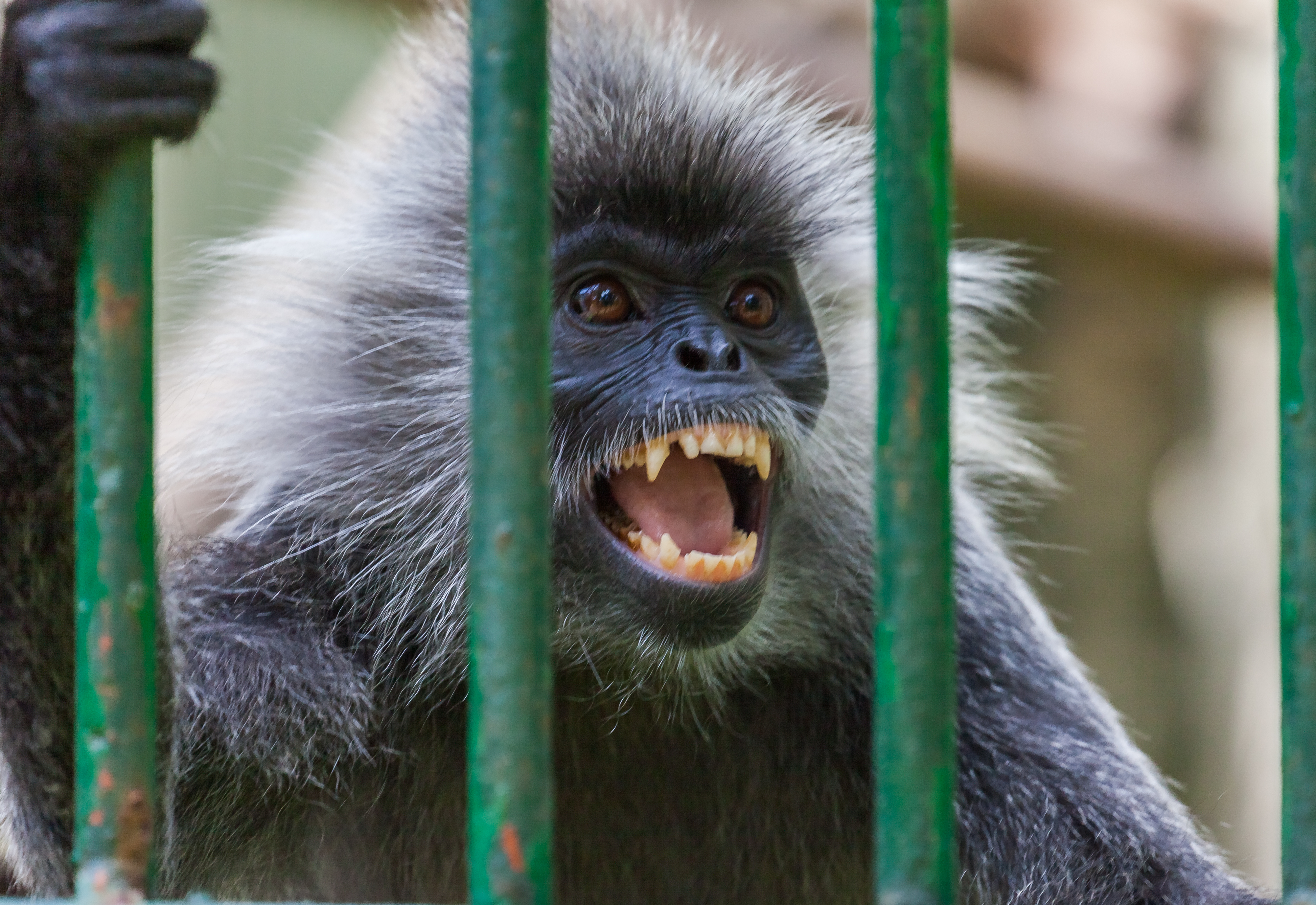
Một con voọc bạc tại Thảo Cầm viên Sài Gòn, trong tự nhiên chúng đang bị mất môi trường sống do việc xẻ núi đá vôi lấy nguyên liệu làm xi măng

Trên địa bàn tỉnh Kiên Giang hiện có còn phát hiện một số loài thuộc bộ linh trưởng đề nghị bổ sung vào danh mục các loài nguy cấp, quý, hiếm được ưu tiên bảo vệ như voọc bạc Đông Dương. Đối với loài voọc bạc Đông Dương sinh sống trên các núi đá vôi thuộc địa bàn xã Bình An, huyện Kiên Lương đã được các nhà nghiên cứu phát hiện là một loài đặc hữu cần đưa vào danh mục loài nguy cấp, quý hiếm cần được bảo vệ. Tuy nhiên, các núi đá vôi, một phần do Nhà máy xi măng Holcim trong quá trình hoạt động gây ảnh hưởng bất lợi đến môi trường sống của loài này Loài voọc bạc Đông Dương của các núi đá vôi Kiên Giang thì đang đứng trước cảnh mất nhà, do những núi đá vôi này, bị các nhà máy xi măng ăn dần.
Đặc biệt, núi đá vôi Khoe Lá đã tới thời kỳ khai thác. Khu vực này hiện đang bị đe dọa nghiêm trọng bởi việc khai thác khoáng sản ồ ạt bằng các phương tiện hiện đại. Tiếng mìn khai thác đá, khói bụi ô nhiễm từ các nhà máy, tình trạng lấn chiếm đồng cỏ để nuôi tôm khiến nhiều loài quý hiếm như voọc bạc Đông Dương có nguy cơ mất chốn nương thân. Việc này còn dẫn đến nguy cơ làm mất sự liên kết giữa phần phía bắc của Khoe Lá với dải rừng ngập mặn nơi mà voọc có thể di chuyển sang núi Bà Tài theo hướng Nam. Đai rừng ngập mặn gần núi Khoe Là hiện chỉ rộng 30 mét và toàn cây non. Đây cũng là điều kiện khó cho voọc có thể sử dụng. Ngoài ra, Gần 100 ha rừng, trong đó có 20 ha nằm trong Khu bảo tồn thiên nhiên quốc gia Tà Cú bị phá sạch trong vòng một tuần, vụ “làm thịt” rừng này có dấu hiệu được kiểm lâm khu bảo tồn “bật đèn xanh” .

### Bị bắn giết
Xã Quang Trung, Đồng Nai, từng có vụ bắt quả tang 2 đối tượng đang vận chuyển 24 kg xương và đầu động vật của 12 cá thể động vật thuộc loài linh trưởng thuộc bộ khỉ hầu gồm xương đầu, xương mình và xương chi, trong đó có 02 cá thể voọc bạc Trường Sơn (Đông Dương) chúng thuộc danh mục loài nguy cấp, quý, hiếm được ưu tiên bảo vệ, với 2 bộ xương thuộc loài Vọoc bạc Trường Sơn (còn gọi là Vọoc bạc Đông Dương) có tổng trọng lượng 4 kg, số xương trên là xương động vật rừng nên cả hai mua về để nấu cao. Một cá thể voọc khác cũng đã được cứu hộ khỏi một vụ săn bắt trái phép, hiện được dưỡng nuôi tại Khu Cứu hộ Động vật hoang dã Hòn Me.
Vụ việc gây chấn động khác là vụ săn bắt và giết hại và xẻ thịt ba con voọc tại Vườn quốc gia Phú Quốc (Kiên Giang). Bốn thợ săn cùng thực hiện việc chặt đầu, mổ bụng voọc quý ngay tại rừng quốc gia, trong đó, 2 kẻ đã chạy thoát. Hai kẻ săn trộm bị bắt tại chỗ. Hai cá thể voọc bạc Đông dương đã bị bắn, giết và một phần nướng thịt ăn, khi đang làm thịt cá thể thứ 3, cả nhóm bị bắt quả tang. Tang vật thu được gồm xác 3 cá thể voọc bạc Động dương (đã bị ăn mất một phần). Ba con voọc được bảo quản để làm tang vật phục vụ điều tra, xét xử vụ án. Sau đó, chúng sẽ được tiêu hủy hoặc chuyển giao cho Bảo tàng Thiên nhiên Việt Nam lưu trữ theo pháp luật quy định, giết voọc sẽ là tội phạm bị kết án hình sự Toà án Phú Quốc đã tuyên phạt tù từ 2 năm đến 2 năm 6 tháng với 4 bị cáo săn trộm và giết thịt voọc bạc Đông Dương tại Vườn Quốc gia Phú Quốc, tổng cộng mức hình phạt lên đến 9 năm tù.

## Cứu hộ

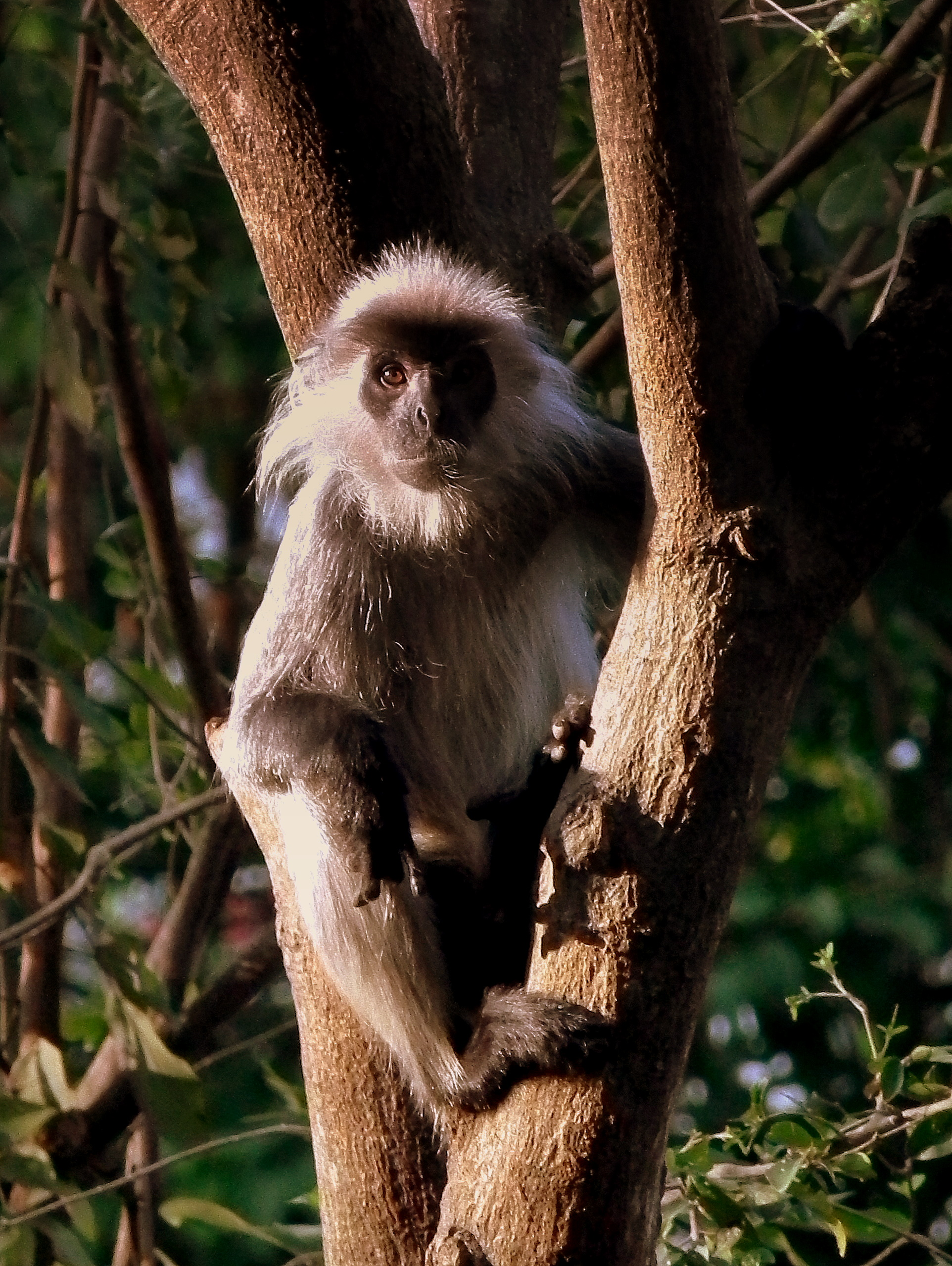
Voọc bạc Đông Dương tại Thảo cầm viên Sài Gòn

Công ty Holcim đã chấp thuận chừa 15 ha để cho đàn voọc bạc Đông Dương sinh sống. Nhưng 10 ha (của 15 ha chừa lại này) có độ che phủ thực vật chỉ 35% trong mùa khô, trong mùa mưa cũng chỉ lên 55%, không đủ cho đàn Vọoc bạc Đông Dương sinh sống ở đây, khó cho đàn Vọoc sinh trưởng. Như vậy đàn Vọoc bạc Đông Dương chỉ sống được trong vùng 15 ha chừa thêm, nhưng có gì đảm bảo trong quá trình khai thác đá vôi bằng mìn không ảnh hưởng đến đàn Vọoc bạc Đông Dương này, khi đã có bằng chứng tiếng động do xe chạy qua đường Trường Sơn đã có ảnh hưởng đến sinh sản của đàn voọc nơi gần đó.
Một giải pháp đặt ra là di dời đàn voọc bạc Đông Dương này đến nơi khác trong vùng núi đá vôi Kiên Lương: Đưa về núi Bà Tài, sinh cảnh tương đồng như núi Khoe Lá. Đưa về núi Hang Tiền nhưng núi Hang Tiền chưa ghi nhận là có thú Linh Trưởng hiện diện ở đó. Đưa ra hòn Rễ Lớn trước đây cũng đã có một cặp khỉ ở đó, tuy nhiên hòn Rễ Lớn chủ yếu đất, cũng chưa chắc đã thích hợp với loài voọc, thường thích sống với môi trường dãi đá vôi. Đưa sang núi Chùa Hang, ở đây đã có một đàn voọc sinh sống, điều này cũng thuận lợi cho việc cải thiện tính đồng huyết của đàn voọc (Để hòa loãng di truyền đàn voọc cần phải có trên 50 con), tuy nhiên, thì tại núi Chùa Hang, có đàn khỉ rất nhiều trên 140 con, liệu di chuyển đàn voọc về đây có thể bị cắn giết.
Đưa sang núi Hòn Chông, voọc thường không uống nước trực tiếp mà lấy nước qua thức ăn, nhưng ở đây cũng có nhiều vũng nước cho chúng đùa giỡn. Núi Hòn Chông có đủ lượng thức ăn cho đàn voọc 78 con. Vùng núi đá vôi Kiên Lương có khoảng 35 loài thực vật là thức ăn cho voọc bạc Đông Dương, như vậy thì đàn voọc ở núi Khoe Lá (thuộc vùng đá vôi Kiên Lương) sẽ không ăn nhiều hơn 35 loài thực vật này. Cuối cùng, Tỉnh Kiên Giang đã không đưa núi Bà Tài vào khai thác đá vôi để di dời quần thể voọc bạc Đông Dương về đây sinh sống, bởi đây là một trong những địa điểm sống lý tưởng cho chúng. Bên cạnh đó đã có đề xuất thành lập Khu bảo tồn núi đá vôi Kiên Lương. Nơi đây có quần thể voọc bạc Đông Dương, vùng này vừa có rừng ngập mặn, đầm nước lợ, hệ đá vôi và cảnh quan thiên nhiên vốn có từ lâu đời ở đây.